# エンヒドリオドン

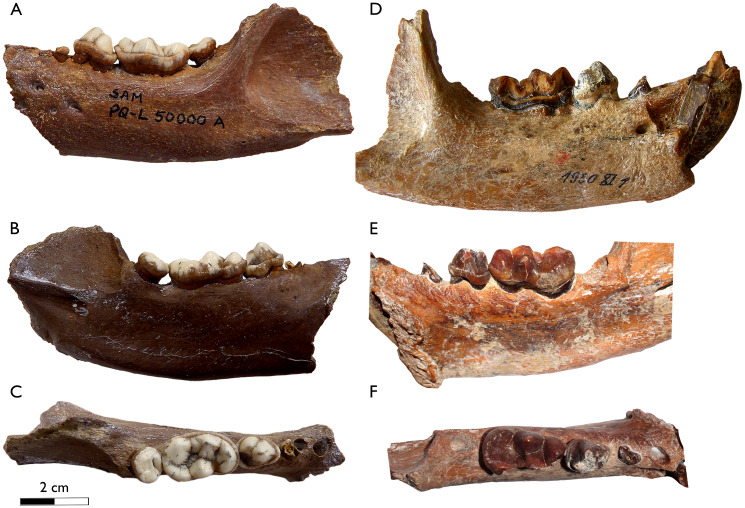
歯と顎の化石

エンヒドリオドン(Enhydriodon)は、中新世から更新世にかけて生息した絶滅したカワウソの属。
アフリカ、パキスタン、インドなどで化石が発見されており、エチオピアで化石が発見されたE. omoensisは体長は260センチメートル、体重200キログラムとこれまで発見されたイタチ科の動物としては史上最大級として知られており、歯のエナメルに含まれる酸素と炭素の安定同位体を分析したところ、現生のジャガーに似た陸上から水中まで幅広い領域でレイヨウなどの草食動物を襲って食べていた生態であったと推測されている。コロンビア大学ラモント・ドハティ地球観測所の地球化学者ケビン・ウノ博士によると、本種は他のカワウソよりも水中で暮らす時間が短かった可能性があるということである。
絶滅理由は定かでないが、他の肉食獣との競合が大きいとされており、研究チームは今後絶滅した理由などを解明する予定である。